# El pantano de los cuervos
El pantano de los cuervos és una pel·lícula de terror del 1974 feta en coproducció hispano-equatoriana dirigida per Manuel Caño. Tracta el mite de la immortalitat i utilitza el tòpic del científic boig.

## Argument
El Dr. Frosta és un científic que està intentant trobar la fórmula per ressuscitar els morts i, per tant, està fent experiments amb cadàvers. Els seus superiors li prohibeixen continuar la seva recerca. Aleshores es trasllada a un país tropical i compra una casa al mig d'un pantà, reprèn els seus experiments i llença a l'aigua les restes dels seus intents fallits. Quan mata la seva xicota en una discussió, el Dr. Frosta també torna a trobar el cos i la reviu. Tanmateix, perquè continuïn existint, ha d'atreure la gent repetidament al pantà perquè necessita sang per alimentar la núvia zombi. Un inspector l'atrapa i és capaç d'aturar la seqüència d'entranyes, mort, zombis, necrofília i nus femenins.

## Repartiment
- Ramiro Oliveros: Dr. Frosta
- Marcelle Bichette: Simone Heywood
- Fernando Sancho: Commissari
- Antonia Mas
- Ronnie Shark: Dr. Krojer
- Cesar Carmigniani
- Marcos Molina
- Gaspar Bacigalupi: Forense
- Domingo Valdivieso
- Melba Centeno